# Bendé Donald Bende
Bendé Donald Bende (1995. augusztus 17. –) elefántcsontparti labdarúgó, 2014 óta a Budapest Honvéd tartalékcsapatának középpályása.

## Pályafutása

### Klubcsapatokban
2014-ben szerződött az AC Milan Primavera-, tehát tartalékcsapatától Magyarországra, a Budapest Honvéd játékosa lett. A fővárosi csapat elsősorban a tartalékegyüttesben számított rá, augusztus 30-án mutatkozhatott be a harmadosztályban, a Tiszaújváros ellen 5–1-re megnyert találkozón 16 percet játszott. 

### Válogatottban
Az afrikai labdarúgó hazája U17-es válogatottjában 7 mérkőzésen játszott, ezeken egyszer talált be. Behívták az U20-as csapatba is, de nem lépett pályára.